# El último organito
El último organito es un popular tango compuesto por Homero Manzi y su hijo Acho en 1948. Ha sido interpretado por diversos artistas, entre los que se destacan Edmundo Rivero, María de la Fuente, Roberto Goyeneche, Joan Manuel Serrat y la orquesta de Francisco Canaro junto a Alberto Arenas.
Su letra habla sobre los emblemas del barrio y los suburbios; el compadrito encarnado en el organito, símbolo de una sociedad que se va transformando pero que se muestra nostálgica y resiste el progreso, de la muerte, de la mujer amada y la amistad. También ha sido interpretada como un homenaje al poeta paranaense Evaristo Carriego, a quien menciona en una de sus estrofas.